# Wunderklingen
Wunderklingen (al. Wonderchlinge) ist ein Weiler der Gemeinde Hallau im Kanton Schaffhausen. Der Weiler liegt im Westen des Gemeindegebietes an der Wutach und gleichzeitig an der Landesgrenze zwischen der Schweiz und Deutschland auf etwa 420 m ü. M. 

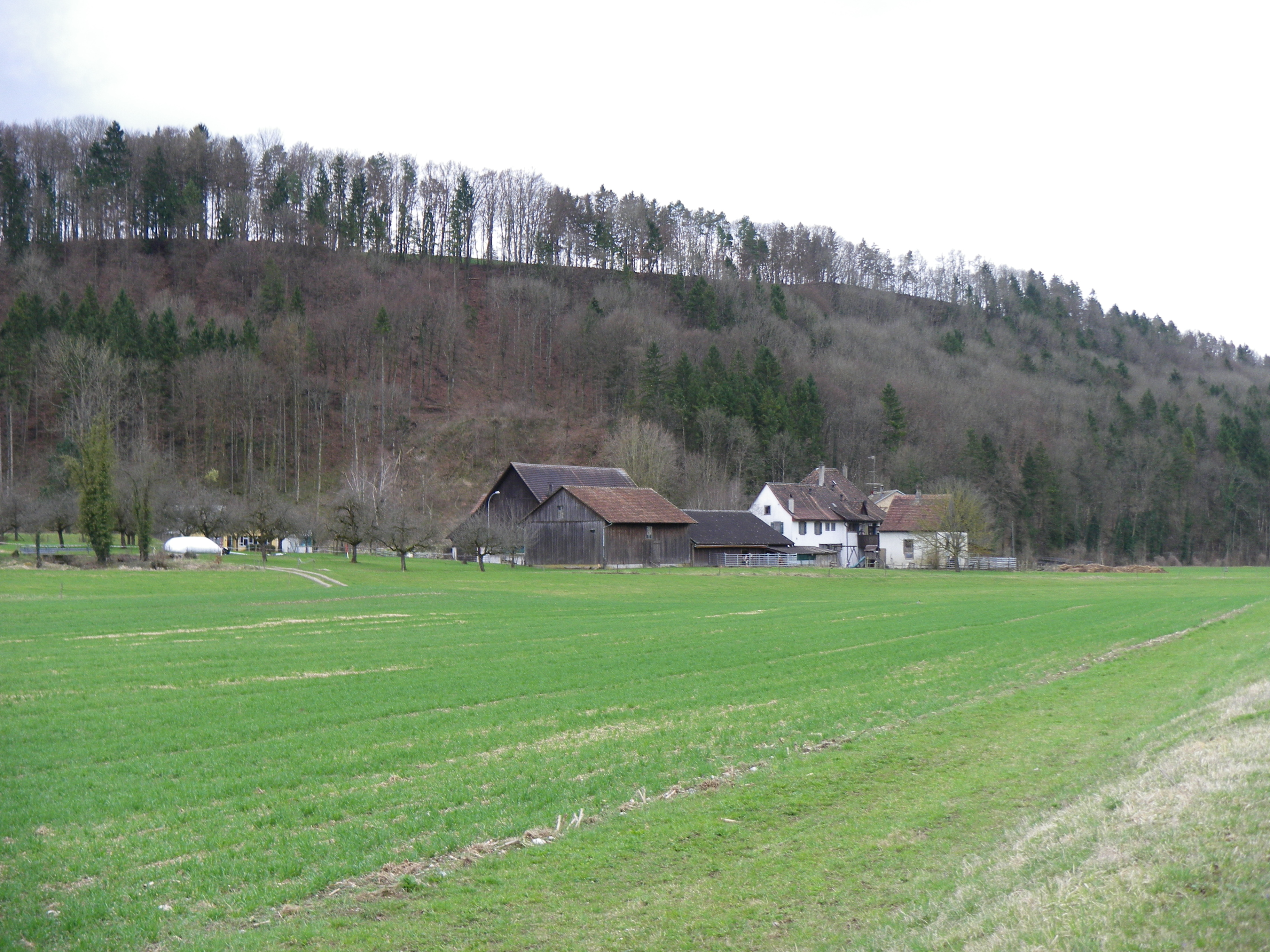
Der Weiler Wunderklingen von Süden aus gesehen

## Geschichte

### Frühgeschichte

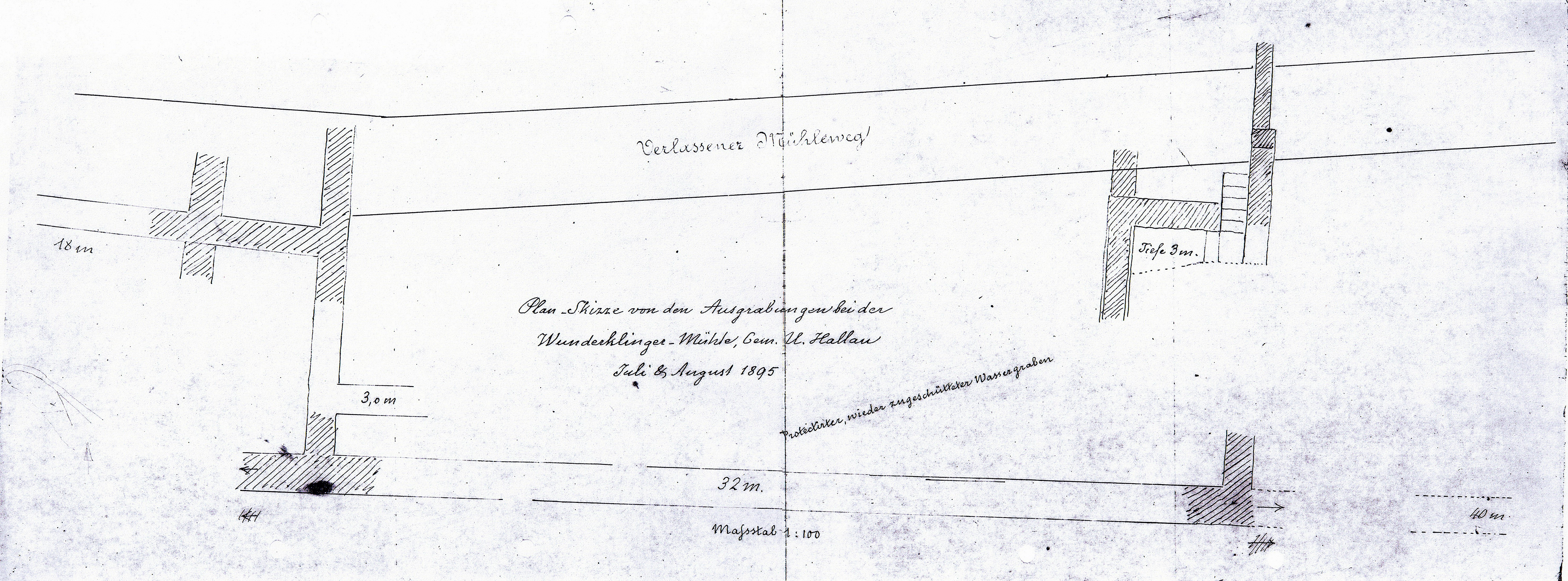
Grundriss aus dem Grabungsplan der Lehrer Jakob Sigg und Ferdinand Schalch

Als man 1895 in Wunderklingen Grabungen nach Quellwasser vornahm, stiess man unmittelbar nördlich des Weilers im „Lochgrabe“ auf römische Fundamente, welche durch den historisch-antiquarischen Verein des Kantons Schaffhausen ausgegraben wurden. Es wurden mehrere Mauern und ein Steinkeller ausgegraben (vgl. nebenstehenden Plan).
Die gemachten Funde wie Leistenziegel (tegulae), Hohlziegel (tubuli), Wandverputz, Terra sigillata, Eisengegenstände und Knochen sind heute zu einem Teil im Ortsmuseum Hallau und im Museum zu Allerheiligen in Schaffhausen ausgestellt, andere Funde werden bei der Kantonsarchäologie Schaffhausen aufbewahrt.
Weitere Siedlungspuren der Römer fand man in der näheren Umgebung:
→ Juliomagus
→ Römerlager Untereggingen

### Mittelalter
Wunderklingen wird erstmals urkundlich erwähnt im Jahr 1363 als Wunderchingen als Hainrich von Blŏmenegge, Bürger zu Schaffhausen seinen Besitz in Degernau, Nieder Eggingen und Wunderklingen an Berthold dem Keller, Leutpriester in Erzingen verkauft.
Im Jahr 1457 kaufte dann die Gemeinde Hallau von Junker Heinrich von Erzingen den Bannbezirk und die Gerichtsherrlichkeit für 400 Gulden.

### Text der Urkunde von 1363
Hainrich von Bloumenegge Ritter, ze den ziten Burger ze Schafhusen, hat ze kuoffene gegeben fur reht aigen Berhtolden dem Keller ze den ziten lutpriester ze Erzingen, Johans seligen des Kellers sun von Stoulingen, sin gout zu Tegernowe, das man nemmet das Louflehen, mit dem kilchensacz und der kilchen ze Tegernow lihen, der in das selbe gout heoret, die vogtie und das vogtrecht, so er hatt uber das vorgenant gout, das man nemmet das Louflehen, und uber die kilchen ze Tegernowe, und der widem ze Nidern Eggingen und ouch die vogtie und das vogtreht uber die widem ze Wunderchingen

## Die Mühle

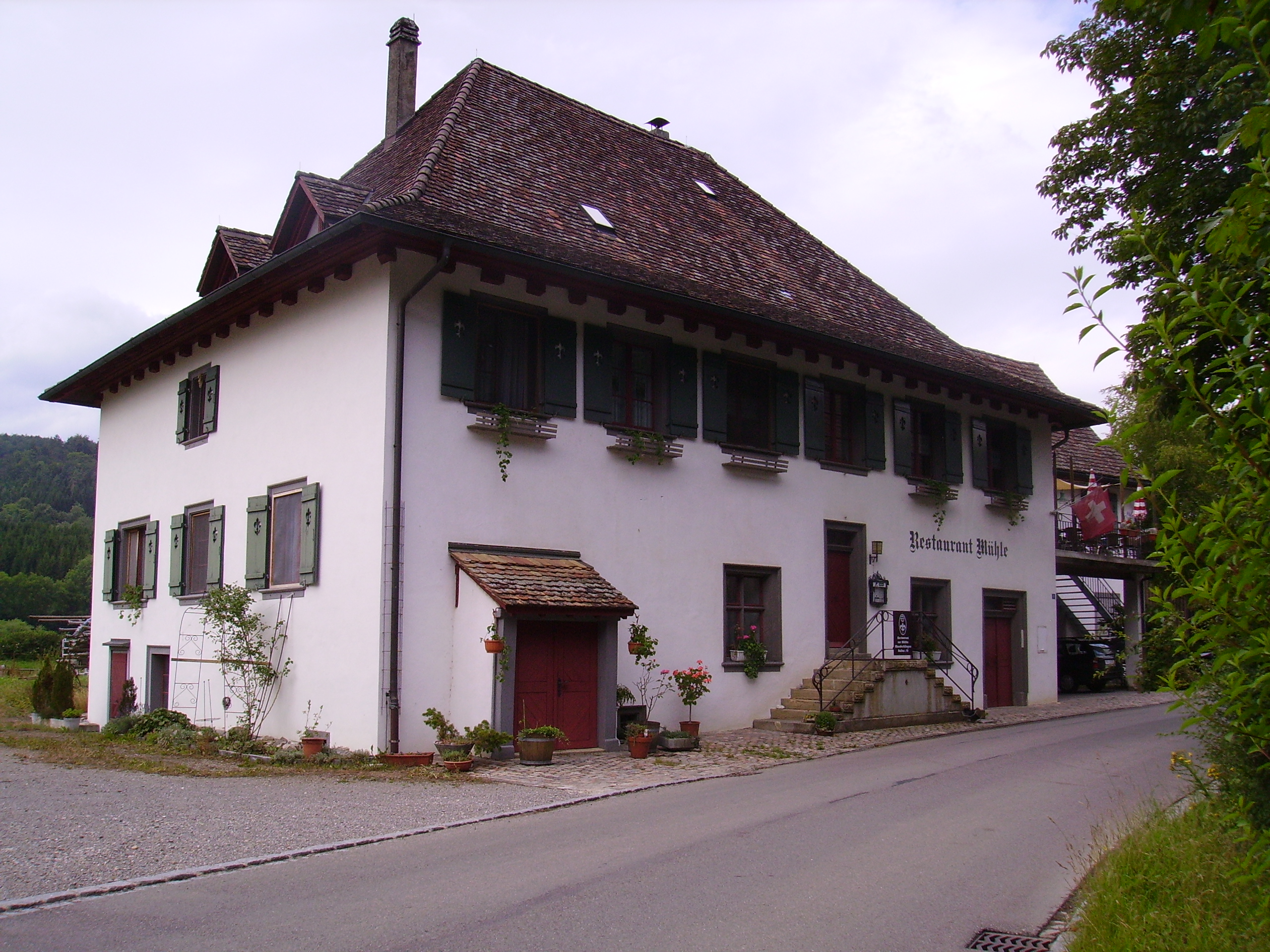
Die Mühle heute – als Gastwirtschaft

Die Hallauer bauten wahrscheinlich kurz nach dem Kauf eine Mühle an die Wutach. Zu dieser Zeit gab es im Bannbezirk von Wunderklingen schon eine Mühle, die Lochgrabenmühle, welche wohl während des Dreissigjährigen Krieges einging. Einige Jahre später wurde die Mühle an der Wutach zurückversetzt und ein Wehr und ein Kanal gebaut. Bei starken Regenfällen kam es nicht selten vor, dass das Wehr weggeschwemmt wurde und die Bürger von Hallau das Wehr in Fronarbeit wieder herrichten mussten. Zwischen 1546 und 1843 war dies etwa 50-mal der Fall. 1821 war die Mühle in einem so schlechten Zustand, dass sie neu erbaut werden musste. Doch der Mühlebetrieb lohnte sich immer weniger, deshalb wurde sie 1876 verkauft. Heute ist in der ehemaligen Mühle eine Gastwirtschaft eingerichtet. Wutachabwärts von Wunderklingen befindet sich bei Ofteringen die Reuentaler Mühle.

## Wasser- und Elektrizitätswerk Hallau (WEH)

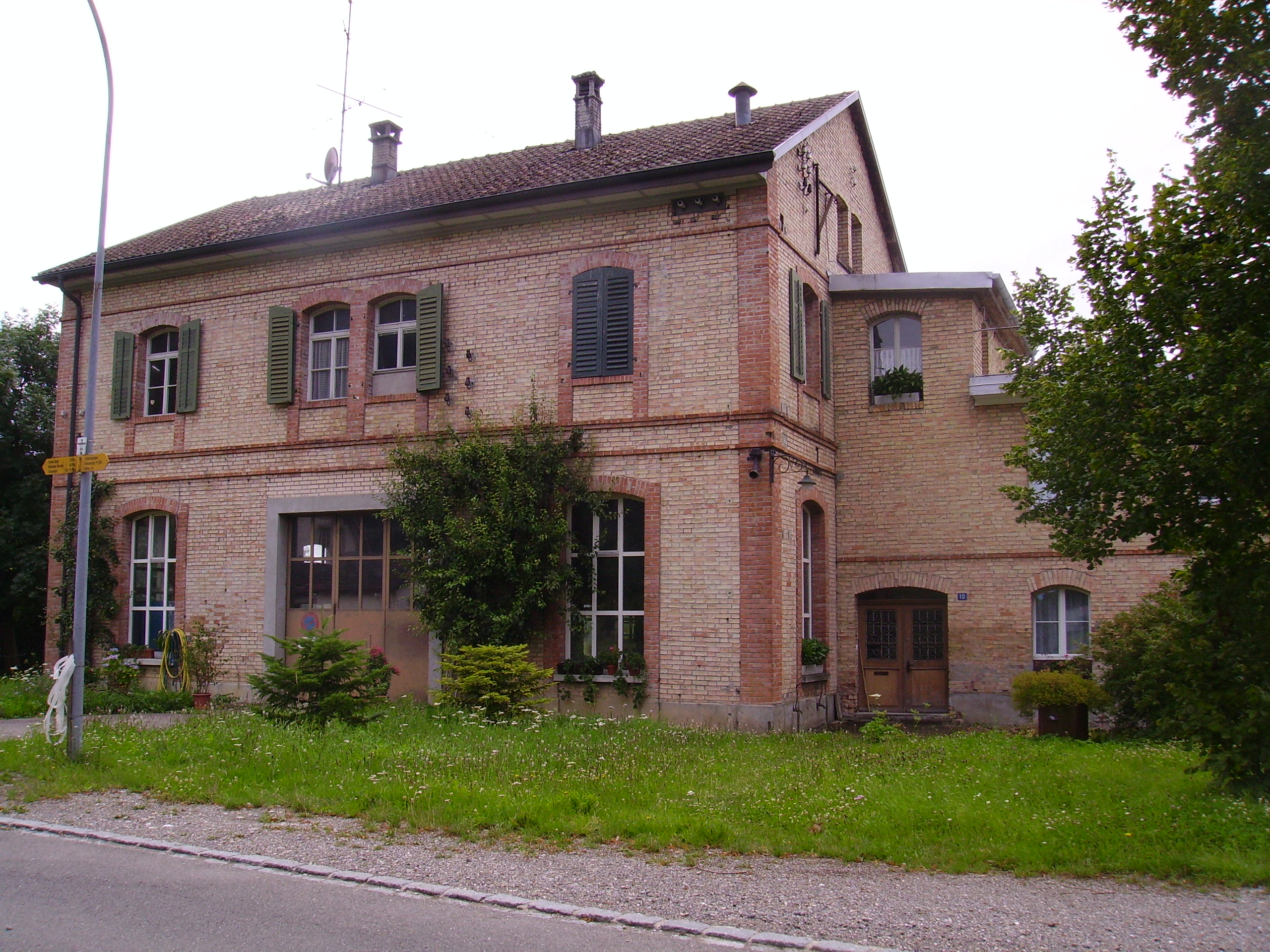
Das alte Maschinenhaus neben der Mühle.

Im Jahr 1895 kauften die Hallauer die Mühle zur Erbauung eines Wasser- und Elektrizitätswerks wieder zurück. Bei dessen Bau wurden die oben genannten römischen Fundamente entdeckt. Der Strom wird mit Wasserkraft aus dem ehemaligen Mühlekanal produziert. Die Anlage konnte am 13. Juli 1896 eingeweiht werden. 1968 mussten die alten Maschinen ersetzt werden und es wurde ein neues Gebäude erstellt, das heute noch in Betrieb ist. Es versorgt die Gemeinde Hallau mit Wasser und zu einem Teil mit elektrischem Strom.

### Erneuerung 2025
Seit 2025 wird die Wehranlage an der Wutach neu ausgebaut. Die Maschinenanlagen wurden bereits erneuert. Die Kapazität erhöht sich mit der Fertigstellung aller Arbeiten auf 2,4 Millionen kWh/ Jahr; ausreichend für ca. 600 Haushalte in Hallau.